# Body Rock
Body Rock è un film del 1984 diretto da Marcelo Epstein che narra le vicende di un ragazzo di strada con un talento per la break-dance. Il protagonista Chilly è interpretato dall'attore Lorenzo Lamas. Il film contiene musiche di Laura Branigan.